# 維尤尼謝
50°42′51″N 29°8′56″E / 50.71417°N 29.14889°E
維尤尼謝（烏克蘭語：В'юнище），是烏克蘭北部的村莊，隸屬日托米爾州的科羅斯滕區。該村始建於1545年，面積2.46平方公里，海拔高度167米，2001年該村落人口19。